# トックズタラ県
トックズタラ県（トックズタラけん）は、中華人民共和国新疆ウイグル自治区イリ・カザフ自治州に位置する県。

## 行政区画
6鎮、2郷を管轄：
- 鎮：トックズタラ鎮（鞏留鎮）、アクテュベク鎮（阿克吐別克鎮）、庫爾徳寧鎮、デョンマル鎮（東買里鎮）、アガラスィン鎮（阿尕爾森鎮）、ティカルク鎮（提克阿熱克鎮）
- 郷：ジュルガラン郷（吉爾格郎郷）、タステョベ郷（塔斯托別郷）
- 七十三団